# Federacja Międzysojusznicza Byłych Kombatantów
Federacja Międzysojusznicza Byłych Kombatantów (fr. Fédération interalliée des anciens combattants, FIDAC) – międzynarodowy związek weteranów utworzony po I wojnie światowej. W jego skład wchodziła m.in. Federacja Polskich Związków Obrońców Ojczyzny.

## Historia
Federacja powstała w Paryżu 28 listopada 1920 r. z inicjatywy komandora Legii Amerykańskiej Fryderyka W. Galbraith’a i Karola Bertranda, posła departamentu Sekwany. Głównym celem prac stowarzyszenia było: krzewienie i utrwalanie ducha braterstwa, zapoczątkowanego na polu walki oraz oddanie się na usługi sprawie pokoju, jak również opiekę nad inwalidami, wojennymi wdowami, sierotami, a także byłymi wojskowymi. Stowarzyszenie powstało na zasadach neutralności politycznej i wyznaniowej, z wykluczeniem możliwości przyjęcia w swoje szeregi stowarzyszeń byłych wojskowych państw centralnych.
Odbyły się kongresy w Nowym Orleanie, Brukseli, Londynie, Rzymie, Warszawie i Waszyngtonie, który był jedenastym i odbył się w dniach od 18 do 23 września 1930 roku. Pragnąc zaszczepić swoją ideę w jak najszerszych kołach społeczeństwa, FIDAC powołał do życia pomocniczą sekcję żeńską, zapoczątkował wymianę wzajemną młodzieży szkolnej oraz wymianę korespondencji pomiędzy dziećmi szkolnymi wszystkich krajów sprzymierzonych. FIDAC współpracował z organizacjami harcerskimi państw sprzymierzonych. W szeregach stowarzyszenia znalazły się polskie towarzystwa i związki takie jak: Związek Towarzystw Wojaków i Powstańców, Związek Hallerczyków i Dowborczyków, Związek Inwalidów Wojennych, Oficerów Rezerwy i Emerytów, oraz Związek Obrońców Lwowa.
FIDAC wierny swojej idei w chwili zatargu Polski z Gdańskiem interweniował na terenie Ligi Narodów przez specjalną delegację składającą się z płk. Millera, ówczesnego prezesa stowarzyszenia i płk. Jerzego Crosfielda, prezesa Legionu Brytyjskiego. Nie bez znaczenia były wysiłki stowarzyszenia w chwili przyjmowania Niemców do Ligi Narodów i wejścia Polski do Rady Ligi oraz cały szereg wieców urządzonych przez Legion Brytyjski w Anglii, które spowodowały znaczny zwrot w angielskiej opinii publicznej na rzecz Polski.

## Prezesi FIDAC-u
- Charles Bertrand (Francja) – poseł
- Mikołaj Sansanelli – poseł do parlamentu włoskiego i delegat włoski do Ligi Narodów
- płk. Tomasz Miller (Stany Zjednoczone) – prezes honorowy
- płk. Jerzy R. Crosfield (Anglia) – prezes honorowy
- Marceli Heraud (Francja) – prezes honorowy
- Achille Reisdorff (Belgia) - prezes honorowy w latach 1928-1929
- płk. Milan Radossavljevitch (Jugosławia) - prezes honorowy w latach 1930-1931
- major Edward White (Stany Zjednoczone) - prezes honorowy w latach 1931-1932
- generał Roman Górecki (Polska) - wybrany jednogłośnie na prezesa honorowego w latach 1932-1933, wybrany prezesem w listopadzie 1937[2]
- hrabina Jeanne de Merode (Belgia) – sekcja żeńska